# Shimazu Hisayasu
Shimazu Hisayasu (島津 久保?; 1573 – 1593) è stato un samurai giapponese del periodo Sengoku, servitore del clan Shimazu.

## Biografia
Shimazu Hisayasu era il figlio maggiore di Shimazu Yoshihiro. Poiché suo zio, Shimazu Yoshihisa, non aveva figli maschi, adottò Hisayasu come suo erede. Dopo che il clan Shimazu si sottomise all'autorità di Toyotomi Hideyoshi nel 1587, Hideyoshi concesse il distretto di Morokata nella provincia di Hyūga a Hisayasu come suo feudo, ma poi portò Hisayasu a Kyoto come ostaggio. Era sposato con la figlia di Yoshihisa, Shimazu Kameju.
Hisayasu guidò quindi le forze Shimazu nella campagna di Odawara del 1590. Accompagnò suo padre nella prima invasione della Corea da parte di Hideyoshi, ma si ammalò e morì nel 1593 a Geoje.